# سیارک ۲۵۸۱۵
سیارک ۲۵۸۱۵ (به انگلیسی: 25815 Scottskirlo، نامگذاری:2000DM26)۲۵۸۱۵مین سیارک کشف شده‌است که در ۲۹ فوریه ۲۰۰۰ کشف شد.